# Nullsoft Scriptable Install System

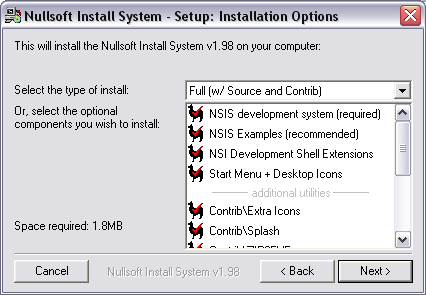
Nullsoft Scriptable Install System w wersji 1.98

Nullsoft Scriptable Install System (NSIS) – skryptowy instalator rozpowszechniany na otwartej licencji, alternatywa dla InstallShield.
Nullsoft Scriptable Install System to darmowe narzędzie umożliwiające przygotowanie instalatora programu. Dzięki niemu stworzono instalatory takich programów jak między innymi eMule czy Winamp.